# محوطه آتشکده مغ

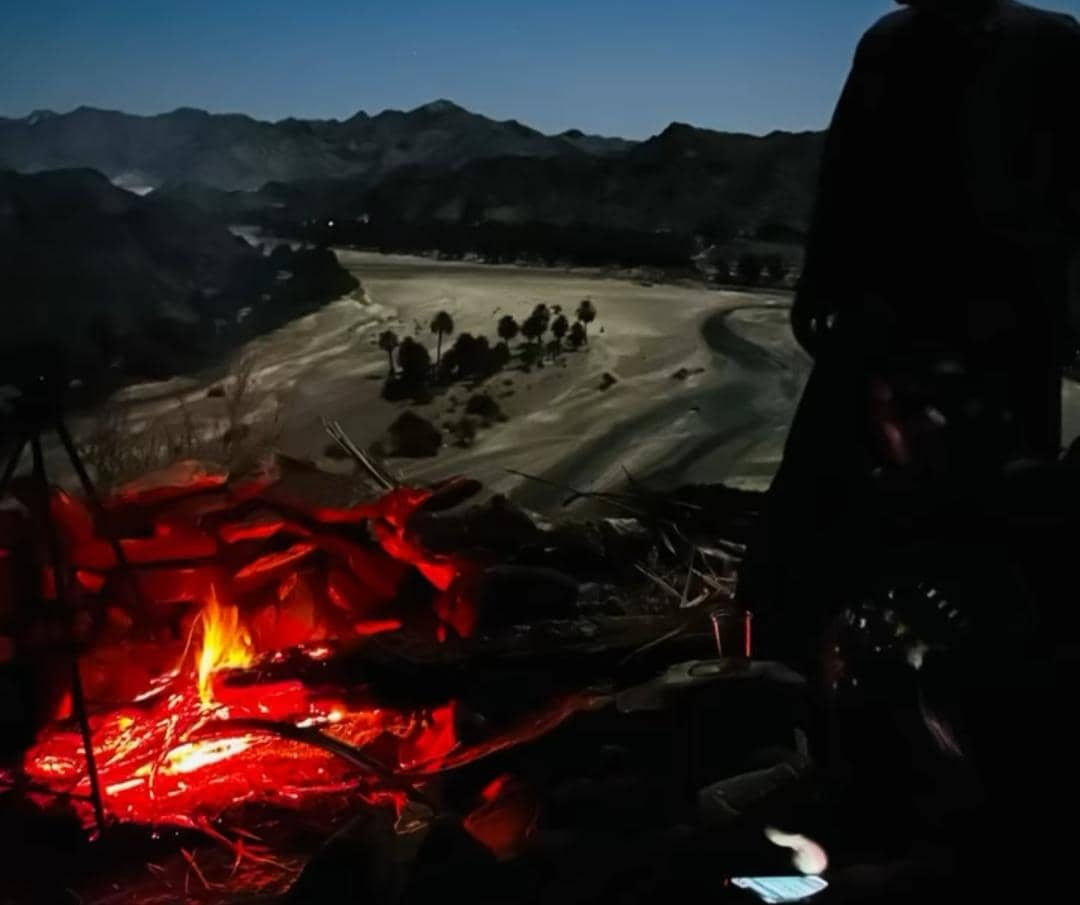

محوطه آتشکده مغ مربوط به دوره اشکانیان است و در شهرستان سرباز، بخش سرباز، دهستان سرباز، ۵۰۰ متری غرب روستای مغ واقع شده و این اثر در تاریخ ۲۷ اسفند ۱۳۸۶ با شمارهٔ ثبت ۲۲۷۱۵ به‌عنوان یکی از آثار ملی ایران به ثبت رسیده است.